# Спартак (стадіон, Коростень)
Стадіон «Спартак» — багатофункціональний стадіон у місті Коростень Житомирської області. На стадіоні проводяться матчі чемпіонату Житомирської області, ветеранського та юніорського чемпіонатів України.

## Будова комплексу
Складається з тренажерного залу, тенісного корту, волейбольного та баскетбольного майданчика, майданчика зі штучним покриттям для ігрових видів спорту, скейт майданчика.

## Історія
Вперше капітально реконструювався у 2007 році. Наступного року відкрили новий фізкультурно-оздоровчий комплекс при стадіоні. У приміщенні комплексу почали функціонувати великий ігровий зал та два малих тренажерні зали. На другому поверсі знаходяться зали для заняття боксом та настільним тенісом. На території комплексу функціонують секції настільного тенісу, боксу, важкої атлетики, бодибілдінгу, шейпінгу та йоги. Також проводять свої заняття футбольні та баскетбольні секції коростенської ДЮСШ. У 2014 році здійснили капітальний ремонт адміністративного корпусу стадіону та велику залу фізкультурно-оздоровчого комплексу.
З 12 листопада 2017 року по 18 листопада 2019 року пройшов черговий етап реконструкції. Вході робіт було відновлено відкриті споруди стадіону, проведено капітальний ремонт даху приміщення фізкультурно-оздоровчого комплексу, встановлено нове електронне табло й світильники, професіональне поле з автоматичним поливом, бігові доріжки, сучасні футбольні ворота, тенісний корт та футбольні майданчики.